# Zona de Bheri
Bheri (Nepalí:भेरी अञ्चल) fue una de las catorce zonas administrativas que subdividían a Nepal. Se localizaba bajo la división del Medio oeste de Nepal. La oficina central de Zona de Bheri era Surkhet.

## Distritos
Se subdividía en cinco distritos a saber:
- Distrito de Banke
- Distrito de Bardiya
- Distrito de Dailekh
- Distrito de Jajarkot
- Distrito de Surkhet

## Datos
Poseía 10.545 km² de superficie y una población de 1.397.085 habitantes (según cifras suministradas por el censo llevado a cabo en el año 2001), por lo que da lugar a una densidad de 132,5 habitantes por cada kilómetro cuadrado.
Compartía fronteras internacionales con India.
- Datos: Q9060
- Multimedia: Bheri Zone / Q9060